# 水德江長官司
水德江長官司是明代思南府所屬的一個土司，其轄地在今贵州省思南縣、德江縣一帶地方，本水犄姜長官司，元屬思州安撫司。洪武初改為水德江長官司，屬思南宣慰司。永樂十二年三月屬思南府。萬曆三十三年改土歸流。改置安化縣。